# Kenji Matsudaira
Kenji Matsudaira (Japans: 松平 賢二; Nanao, Ishikawa, 6 april 1989) is een voormalig Japans professioneel tafeltennisser. Hij speelt rechtshandig met de shakehandgreep.
Al zijn broers, inclusief zijn jongere broer Kenta spelen tafeltennis op een hoog niveau.
Hij won brons met het team op de wereldkampioenschappen 2012.